# بوسه حس ششم
بوسه حس ششم (کره‌ای: 키스 식스 센스; لاتین‌نویسی اصلاح‌شده: Kiseu Sikseu Senseu) یک مجموعهٔ اینترنتی کره جنوبی بر پایهٔ وب‌تون مشهوری در ناور از گات‌نیو است. این مجموعه به کارگردانی نام کی هون و نویسندگی جون یو ری است و سو جی هه، یون که سانگ، کیم جی سوک و لی جو یون در آن به ایفای نقش پرداختند. این مجموعه از ۲۵ مه ۲۰۲۲ در دیزنی پلاس منتشر شد.

## بازیگران

### اصلی
- سو جی هه در نقش هونگ یه سول[۳]
- یون که سانگ در نقش چا مین هو[۳]
- کیم جی سوک در نقش لی سو هوان[۴]
- لی جو یون در نقش اوه جی یونگ[۵]